# KV61
A tumba KV61 (acrônimo de "King's Valley #61"), no Vale dos Reis em Egito, aparenta ser uma tumba que nunca foi usada realmente para um enterro e consiste apenas de uma câmara.
Quando foi descoberta, uma profunda limpeza foi realizada na tumba na esperança de se encontrar uma estrutura maior atrás dos escombros ou alguma inscrição nas paredes. Porém, a limpeza foi infrutífera e nenhum objeto foi encontrado na tumba. Esta parece ser mais uma daquelas que foi apenas começada e abandonada.